# 63式120毫米迫擊砲

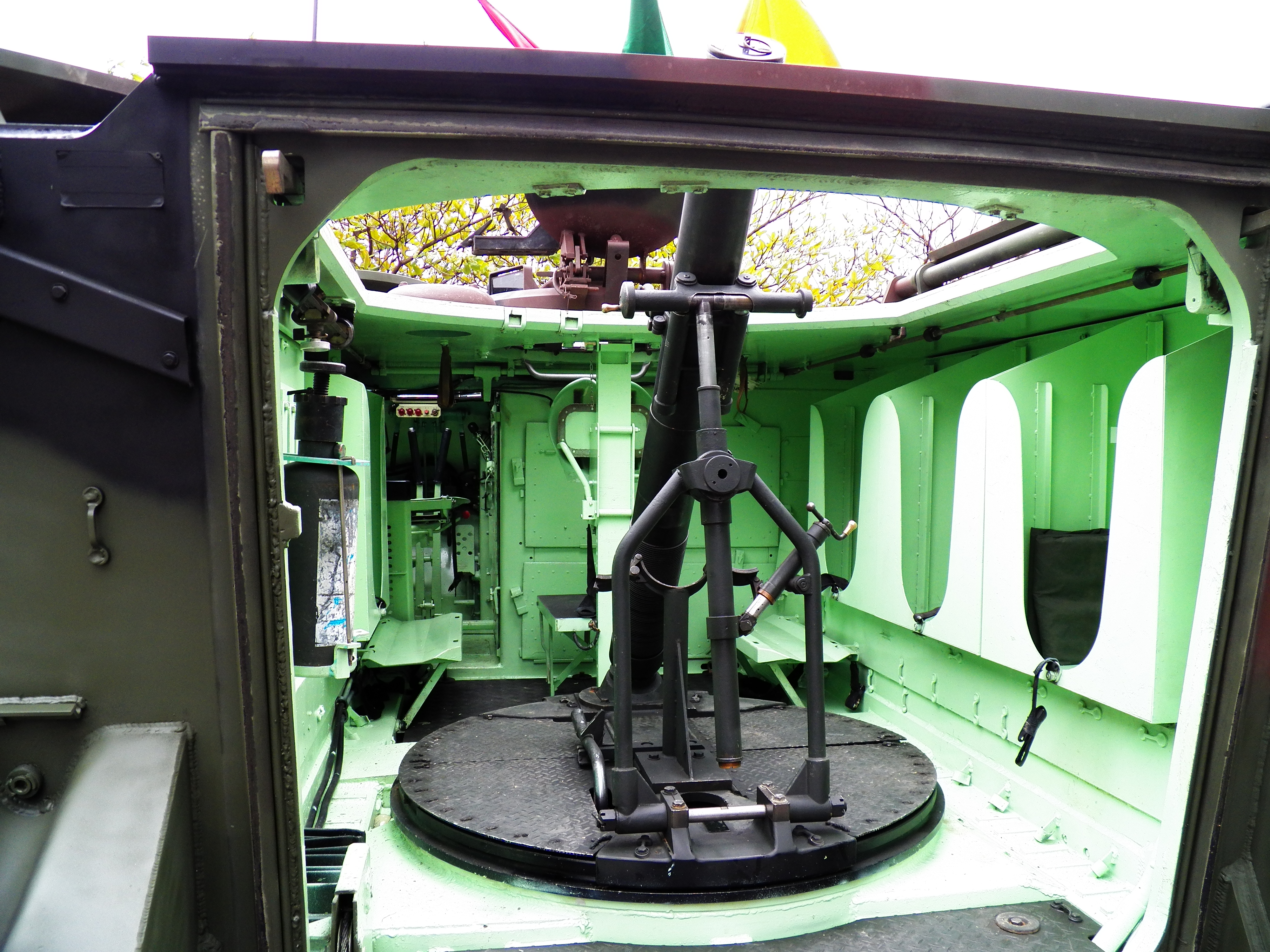
CM-22裝甲迫砲車內部裝備之63式120公釐迫擊砲。

63式120毫米迫擊砲是中華民國仿製以色列索爾丹姆K5 120公厘迫擊砲的迫擊砲，設計有進行若干改良，為目前中華民國陸軍營級單位與海軍陸戰隊所屬的主要火力支援重迫擊炮。

## 開發簡史
1975年（民國64年）中華民國聯勤61兵工廠（軍備局202兵工廠）原奉命與以色列索坦軍工（Soltam Ltd）交涉採購K-5迫擊砲的相關技術與授權生產，但以方當時開價授權費360餘萬美金，以及生產時需付額外的權利金給以方。61廠認為太過昂貴，決定仿製；而當時在台灣訓練稱星光部隊的新加坡陸軍有使用該型武器，並希望聯勤61廠協助維護。
61廠趁協助星光部隊保養過程完成設計細節測繪，1975年3月設計定稿、4月完成仿製原型，試射效果良好；在正式定型前61廠繼續對火炮設計本身實施修改。
K-5的設計原型是芬蘭在1930年代末借鑒蘇聯PM1938型迫擊炮製造的120 KRH / 40迫擊炮，相關技術固然成熟，61廠使用1970年代的製造技術再度優化；就使用鋼材、製造熱處理工序、以及基本設計等都有做些許調整，與原版最明顯不同處在借鑑了美造迫擊炮設計，於砲管後端三分之一處至底端，車上可減輕重量並增強散熱效率的散熱凹槽。經由工序修改，63式總重量略輕於K-5（121.68公斤，原版136公斤）。
而63式繪測同時同時仿造了K-5的手推車式雙輪機動牽引架，型號稱T76 120公厘迫砲牽引架。63式很快的完成定型、進入量產，並少量銷售到國際市場。
雖然61廠當時完成上級交付之量產任務，但這種作法卻掩蓋了61廠缺乏火砲其它系統整合及改良之研發能量的缺點；以色列向芬蘭採購技術資料之後，可以依國情需求改良，以色列原版K-5在日後逐漸朝重型化、長射程化發展。並改良腳架與彈藥成為較重的M-65以及彈種較為完備的K-6，不但改善了射角與射界，更使射程增加到9,500公尺。相較起來63式服役已30年，在射程與精度上未有重大改善，當時任聯勤副總司令的雷穎在其回憶錄裡更直言「61廠仿製出來的63式配發部隊時連射表都沒有，基層根本不曉得該怎麼進行有效射擊」。這種只搞半套交差的作法讓中華民國陸軍步兵重火力支援上一直無法全面汰換美援的M30 4.2英吋迫擊砲（62式4.2英寸迫擊砲，或稱4.2重迫擊砲）。除了沒有射表，國產彈藥的品質與光膛設計使120迫砲在射擊精度上不可能媲美有膛線的美造迫擊炮，也讓中華民國軍隊一開始對120迫砲的評價不高，最後解決手段仍然得回頭向以色列原廠採購砲彈與相關技術資料，至於花了多少錢買單目前仍沒有資料解密，配套缺陷讓早期使用63式的部隊測考只使用以色列製砲彈。
即便63式在國軍內服役相當久，但配套問題花了相當長時間才逐漸解決，直到1990年代初陸軍的62式4.2英寸迫擊砲發生多起意外，逼使陸軍加速將美制重迫砲封存或是退役，63式才成為步兵單位的主要武器。目前後備單位、少量外島駐軍單位仍使用可拆解式的63式迫砲，大部分的機步單位都是配備在CM22型120迫砲車上使用，少部分單位是裝在V-150裝甲車上運用，憲兵則是將120迫砲拆解由中型戰術輪車運載。

## 相關事件
2023年7月24日下午3時許，中華民國陸軍六軍團三支部基隆「祥豐營區」於執行彈藥檢整作業時，彈藥庫發生63式120毫米迫擊砲砲彈爆炸意外，致使9名士官兵受到輕重傷。